# Kanonistik

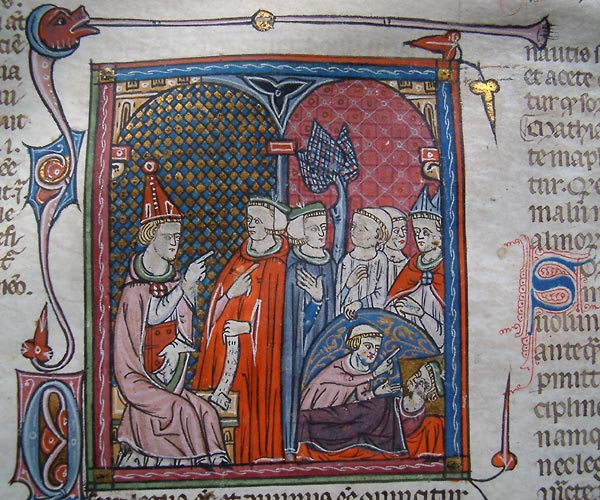
Kopie des Manuskripts von „Decretum Gratiani“

Die Kanonistik ist die Wissenschaft vom kanonischen Recht, dem kirchlichen Recht insbesondere der römisch-katholischen Kirche. Sie war im Mittelalter als eigene juristische Disziplin neben anderen (insbesondere der Romanistik) entstanden; seit der Etablierung der modernen Rechtswissenschaft gilt sie als theologische Disziplin.

## Geschichte
Schon in der Spätantike entwickelte sich ein eigenständiges Kirchenrecht, das aus den von der Kirche gesetzten oder rezipierten Normen bestand. Diese Kanones wurden in eigenen kanonischen Sammlungen zusammengestellt und verbreitet.
Eine eigenständige Wissenschaft vom kanonischen Recht entwickelte sich aber nur sehr allmählich, nachdem die kirchliche Jurisdiktion sich auf immer größere Bevölkerungsgruppen in einem immer größeren Raum ausgedehnt hatte und die Rechtssetzung durch Konzilien und Päpste weit fortgeschritten war. Verstreute Hinweise auf eine eigene Rechtsquellenlehre finden sich in den Vorworten einiger Kanones-Sammlungen; vor ca. 1100 sind diese Hinweise aber noch sehr vereinzelt (z. B. in der Concordia canonum des Cresconius und in der Hibernensis, in einigen echten und gefälschten Dekretalen sowie bei Hinkmar von Reims). Um 1100 verdichtet sich die Überlieferung deutlich, entsprechende Arbeiten sind unter anderem von Bernold von Konstanz, Deusdedit, Bonizo von Sutri, Ivo von Chartres, Alger von Lüttich bekannt; in einigen kanonistischen Sammlungen dieser Zeit werden auch einschlägige Kanones gezielt zusammengestellt (besonders ausführlich im Decretum des Ivo von Chartres und in der Collectio Caesaraugustana). Am ausführlichsten äußerte sich Gratian, der in seinem Decretum Gratiani sowohl einschlägige ältere Kanones zusammenstellt als auch eigene Kommentare verfasste. Damit leistete er einen so entscheidenden Beitrag zur Harmonisierung der oft widersprüchlichen Kanones, dass er oft als „Vater der Kanonistik“ gilt. Im späten 12. und frühen 13. Jahrhundert waren Kommentare und Ergänzungen zum Decretum Gratiani die wichtigsten Formen der kanonistischen Literatur.
Zentren der mittelalterlichen Kanonistik waren unter anderem die Rechtsschulen von Bologna, Pavia und Pisa. Spätestens mit Entstehung der ersten Universitäten etablierte sich die Kanonistik als eigene Disziplin; sie bildete im Spätmittelalter und in der Frühen Neuzeit gemeinsam mit der Romanistik eine der vier Fakultäten der Universitäten nach dem Pariser Modell.
Zu den berühmtesten Theologians and Contract Law. The Moralsten des Mittelalters zählen Huguccio († 1210), Bernhard von Pavia († 1213), Johannes Teutonicus († 1245), Bartholomaeus Brixiensis († 1258) und Hostiensis († 1271). Ihre Werke wurden in der Kanonistik und der kirchlichen Gerichtsbarkeit teilweise bis ins 20. Jahrhundert verwendet.
Wichtige Genres der kanonistischen Rechtswissenschaften umfassten im 13. und 14. Jahrhundert die Zusammenstellung neuer Dekretalensammlungen, die Zusammenfassung bestehender Sammlungen (vor allem des Decretum Gratiani) in Form von Summen (summae), Kommentare zu einzelnen Stellen des Decretum Gratiani und des Liber extra in Form von Glossen, Traktate zu Einzelfragen sowie Gutachten.
Die Kanonistik war seit ihrer Entstehung eng mit der Theologie verbunden, vor allem in Bezug auf die Sakramente. Zu Rechtsmaterien, die besonders eng mit theologischen Fragen verbunden waren, gehörten insbesondere Taufe und Firmung, das Weiherecht, die Liturgie der Messfeier, das Eherecht und die Buße. Im Laufe des 12. und 13. Jahrhunderts wurde aber die Verbindung der Kanonistik mit der Romanistik zunehmend wichtiger, während die Verbindung mit der Theologie eher geringer wurde. Es entstand ein Ius commune, das sowohl kanonisches wie römisches Recht umfasste. Es war durchaus üblich, dass Gelehrte in beiden Wissenschaften beschlagen waren. Baldus de Ubaldis zum Beispiel wurde vor allem als Romanist berühmt, kommentierte aber auch das kanonische und das Lehnsrecht. Seit dem Spätmittelalter sind Promotionen zum Dr. iuris utriusque nachgewiesen, also ein gemeinsamer Doktorgrad für beide Fächer. Die Kanonistik übernahm aus dem antiken Kaiserrecht viele Rechtssätze und Techniken der Rechtsauslegung; umgekehrt fand unter anderem das kanonische Prozessrecht auch im weltlichen Bereich Anwendung.

## Kanonistik als theologische Disziplin
„Als theologische Disziplin erforscht die Kirchenrechtswissenschaft Quellen und theologische Grundlagen des geltenden Rechts, vermittelt im Rahmen des Theologiestudiums die Kompetenzen für die Rechtsanwendung und trägt damit und durch ihre Beteiligung bei der Rechtsschöpfung dazu bei, die rechtlich-pastoralen Herausforderungen der heutigen Zeit angemessen zu bewältigen.“

## Kanonistik an Hochschulen
1853 wurde durch Pius IX. (1846–1878) die Fakultät für Kanonisches Recht und Zivilrecht errichtet sowie das Päpstliche Institut utriusque iuris an der Päpstlichen Lateranuniversität gegründet.
1947 wurde in Deutschland das Kanonistische Institut an der Ludwig-Maximilians-Universität München gegründet. Seit 2001 heißt es „Klaus-Mörsdorf-Studium für Kanonistik“. Es ist eine wissenschaftliche Einrichtung ad instar facultatis (lateinisch anstelle einer Fakultät) für das Kanonische Recht in Lehre und Forschung. Hier werden die Fachzeitschrift „Archiv für katholisches Kirchenrecht“ sowie die wissenschaftlichen Reihen „Münchener Theologische Studien. Kanonistische Abteilung“ und „Dissertationen. Kanonistische Reihe“ herausgegeben. In Münster besteht ein Institut für Kanonisches Recht in der theologischen Fakultät der Westfälischen Wilhelms-Universität.
Ein Wissenschaftler der Kanonistik wird als „Kanonist“ bezeichnet und muss kein Kleriker sein. Voraussetzung zur Aufnahme des kanonistischen Vollstudiums ist ein abgeschlossenes Studium der Theologie (Diplom, Magister Theologie, Fachtheologie) oder ein Erstes juristisches Staatsexamen.